# Armênio Mendes
Armenio Mendes (Chão de Couce, 2 de agosto de 1944 - São Paulo, 13 de outubro de 2017) foi um empresário e economista luso-brasileiro.

## Biografia
Armenio foi um dos quatro filhos de Adriano Mendes e Maria do Carmo Medeiros. Nasceu em Chão de Couce, uma vila do distrito de Leiria no eixo de três grandes cidades: Coimbra, Pombal e Tomar. Seu pai morreu quando Armenio tinha dois anos.
Armenio começou trabalhou dos 11 aos 14 anos como oleiro. Entrou depois em uma marcenaria, onde trabalhou durante 4 anos.
Aos 18 anos, como Armenio – então em época da sua conscrição – não queria fazer a vida militar nas colônias portuguesas ultramarinas na África (Angola, Guiné, Moçambique), resolveu emigrar com uma licença militar pré-requerida.
Em abril de 1963, chegou a Santos no navio Cabo São Vicente. Partiu de Lisboa graças a uma "carta de chamada" assinada por dois portugueses que já moravam em São Paulo e que estavam de férias em Portugal.
Foi morar em Vicente de Carvalho com um tio seu também português que trabalhava em um açougue. Armenio trabalhou durante 11 meses em um estaleiro do distrito guarujaense pertencente à família Stipanich.
Em 1964 comprou um caminhão basculante e trabalhou fazendo aterros. Também abriu uma oficina de bicicletas. Três anos depois, em 1967, construiu um prédio em frente a sua oficina com sete lojas e quatro apartamentos. A abertura do sistema financeiro em 1967 e atuação do Banco Nacional de Habitação estimularam a demanda por moradia. Construiu seu primeiro prédio em Santos na Rua Ricardo Pinto.
Em 1975 fundou a Miramar Construtora, a primeira empresa das que hoje formam o Grupo Mendes. Construiu casas e edifícios diversos bem como estabelecimentos de entretenimento como shopping centers (Miramar Shopping, Praiamar Shopping, e Brisamar Shopping), hotéis, centros de convenções, rádios (a exemplo da rádio Jovem Pan FM Santos) e outros.
Ainda praticamente à época em que Armenio fundou a construtora, formou-se em veterinária na turma de 1980 da Unimonte.
Armenio enfrentou desde abril de 2016 um câncer no fígado evoluído desde uma cirrose – esta, evoluída desde uma hepatite causada por uma transfusão de sangue. Estava internado no hospital Albert Einstein de São Paulo, onde morreu por volta das 11 horas da manhã de 13 de outubro de 2017.